# تبرسو (مقاطعة كلاردشت)
تبرسو (بالفارسية: تبرسو) هي قرية تقع في قسم كلاردشت الشرقي الريفي (مقاطعة كلاردشت) في إيران. يقدر عدد سكانها بـ 320 نسمة بحسب إحصاء 2016.